# Priopoda sachalinensis
Priopoda sachalinensis là một loài tò vò trong họ Ichneumonidae.